# Giacomo Pergamini
Giacomo Pergamini (* 1531 in Fossombrone; † 1615 in Rom) war ein italienischer Lexikograf und Grammatiker.

## Leben und Werk
Pergamini war Kanonikus in Rom und Fossombrone sowie Sekretär mehrerer Prälaten. Er publizierte 1602 unter dem Titel II memoriale della lingua das erste moderne europäische Definitionswörterbuch, wurde aber durch das zehn Jahre später erschienene Vocabolario degli Accademici della Crusca um seinen Ruhm gebracht, das stereotyp als das erste italienische Wörterbuch gilt.

## Werke
- II memoriale della lingua, Venedig 1602, 1617, 1656, 1686–1688, 1699; Erlangen 1992 (mit einer Notiz von Laurent Bray)
- Trattato della lingua del signor Giacomo Pergamini da Fossombrone nel quale con vna piena, e distinta instruttione si dichiarano tutte le regole, & i fondamenti della fauella italiana. Venedig, Giunti und Ciotti 1613, 1618, 1626, 1635, 1651, 1664, 1715, 1737